# ليندا أندرسون
ليندا أندرسون (بالإنجليزية: Linda Anderson)‏ هي فنانة أمريكية، ولدت في 1941.